# میکروسکوپ الکترونی روبشی محیطی
میکروسکوپ الکترونی محیطی (ESEM)، نوعی از میکروسکوپ الکترونی است. بر خلاف میکروسکوپ الکترونی معمولی، ESEM نیاز به آماده‌سازی ویژه نمونه برای مثال، پوشاندن نمونه با طلا برای ایجاد هدایت الکتریکی لازم ندارد و می‌تواند نمونه را در دماهای مختلف و در جوی گازی بررسی کند، بنابراین نیازی به خلاء سخت نیست. محیط در یک ESEM می‌تواند از میان بخار آب، هوا، نیتروژن، آرگون و اکسیژن انتخاب شود و پدیده‌های پویا مانند متراکم شدن، خشک شدن، ذوب شدن، یخ زدن، بلورشدن و زنگ‌زدگی می‌تواند با یک ESEM مشاهده شود.
نحوه کارکرد ESEM:
کلید عملکرد یک ESEM طراحی آشکارساز الکترون ثانویه است که بر یونیزاسیون گاز متکی است. الکترون‌های اولیه از تفنگ ساطع می‌شوند و الکترون‌های ثانویه را از سطح نمونه خارج می‌کنند. این الکترون‌های ثانویه به سمت میدان الکتریکی متوسط آشکارساز شتاب می‌گیرند. برخورد بین الکترون‌ها و مولکول‌های گاز، الکترون‌های آزاد بیشتری را آزاد می‌کند که سیگنال را تداوم می‌بخشد. یون‌های مثبت در محیط گازی، بار الکترونی اضافی روی نمونه را خنثی می‌کنند و کنترل فشار باعث کاهش بار سطحی بر روی نمونه می‌شود.
یک زیر صحنه مکانیکی می‌تواند حالت‌های کششی، فشرده‌سازی، خمش و کنترل بار را با امکان استفاده از میکرومانیپلاتورها و یک پیپت که می‌تواند مایعات را در حین مشاهده اضافه کند، فراهم کند. طیف وسیعی از دماهای مرحله در دسترس است؛ بنابراین می‌توان خوردگی را همان‌طور که اتفاق می‌افتد مطالعه کرد و حتی مشاهدات معمولی از بندپایان زنده را انجام داد.
دو حالت ESEM در دسترس است و طیف گسترده‌ای از کاربردها را ارائه می‌دهد. حالت محیطی یا مرطوب از خشک شدن نمونه با ترکیب سرد کردن نمونه (۵ درجه سانتی‌گراد) و فشار بخار 4-6 Torr جلوگیری می‌کند. در حالت خلاء کم، حداکثر فشار اتاق محدود به 1 Torr است (معادل تقریباً ۵٪ رطوبت نسبی در اتاق) و اجازه می‌دهد که از یک دتکتور الکترون‌های پراکنده برای تصویربرداری از تفاوت مواد استفاده شود. انتخاب نمونه‌های گیاهی مشخص و کاربردهای مختلف به عنوان راهنمای ESEM برای گیاه شناسان ارائه شده‌است. سطوح برگ، تریکوم‌ها، موم‌های بیرونی و لایه‌های سطح غیر آلی نمونه‌هایی هستند که به‌طور نسبی مقاوم به خشک شدن هستند، در حالی که سلول‌های زخم و بافت استیگماتی نمونه‌هایی از خشک شدن و حساسیت به پرتو هستند. این نشان دهنده پتانسیل برای بررسی فرآیندهای پویا در محلی است که باز کردن آنتر، با آزمایش کششی بر روی برگ‌ها و آزمایش‌های هیدراته/خشک شدن با تغییر فشار بخارانجام می‌شود. علاوه بر این، تصویربرداری خودکار از بلوک و برش‌های متوالی با استفاده از اولترامیکروتومی در محل ارائه شده‌است.
به‌طور مثال هنگام استفاده از دستگاه ESEM (FEI XL30 ESEM-FEG) به عنوان یک ESEM، باید اتاق نمونه را از بخش‌های بالا و پایین ستون خلأ جدا کنیم. این کار باید انجام شود زیرا ما قصد داریم بخار آب را به عنوان گاز تصویربرداری به اتاق نمونه معرفی کنیم (گازهای دیگر نیز کار می‌کنند، اما اصولاً از آب استفاده می‌شود)، اما ما نمی‌خواهیم بخار آب در بخش‌های دیگر ستون خلأ وجود داشته باشد. بخار آب یا هر یون، ذرات، مولکول‌ها یا اتم‌هایی در یک خلأ به‌طور معمول با فرایند تصویربرداری تداخل بسیار بدی دارند. سال‌هاست که توضیح داده شده‌است که چگونه SEM کار می‌کند با اصرار بر اینکه بدون یک خلأ مناسب کار نخواهد کرد. اما اکنون می‌توانیم خلأ را در یک نقطه مهم تغییر دهیم و از آن فرار کنیم. با دستگاه خود می‌توانیم تا 10 TOR بخار آب را به اتاق نمونه اضافه کنیم، بنابراین ESEM ما فقط در حدی محیطی است که اتاق می‌تواند یک هفتاد و ششم از یک فشار جو را برسی کند. پایین اتاق نمونه با بستن شیر اصلی بسته می‌شود و یک لوله با قطر بزرگ اجازه می‌دهد که پمپ دیفوژیون روغن که به‌طور معمول بر روی اتاق از زیر پمپ می‌کند، از اتاق عبور کند و به جای آن بالای ستون را پمپ کند. بالای اتاق نمونه نمی‌تواند به‌طور کامل بسته شود زیرا پرتو الکترون باید بتواند وارد آن شود؛ بنابراین قطعه قطبی (دستگاهی به شکل گلوله که شامل دهانه نهایی است و در جایی قرار دارد که پرتو الکترون وارد اتاق نمونه می‌شود) طوری طراحی شده که خصوصاً برای ESEM جایگزین شود. این قطعه قطبی مرطوب دارای چهار دهانه محدود کننده فشار (PLA) است. دهانه‌ها دیسک‌هایی ساده با سوراخ‌های کوچک در وسط هستند. اصلی که در اینجا کار می‌کند این است که اگر یک سوراخ کوچک کافی بین دو سطح خلأ مختلف وجود داشته باشد و تفاوت بین سطح‌های خلأ زیاد نباشد، خلأ از یک سطح به سطح دیگر از طریق سوراخ کوچک پخش نمی‌شود؛ بنابراین ما می‌توانیم یک خلأ بسیار خوب در تفنگ الکترون، در بالای ستون که نیازمند یک خلأ بسیار خوب است، و در میانه ستون، در اتاق نمونه، یک خلأ نسبتاً ضعیف داشته باشیم، بدون اینکه تفنگ الکترون را به خطر بیندازیم. در پایین ستون، پمپ دیفوژیون روغن، همان‌طور که گفته شد، از میانه عبور می‌کند و به بهبود خلأ در بالای ستون کمک می‌کند؛ این ترتیب همچنین منجربه دفع هر بخار آبی که از طریق دهانه‌های محدود کننده فشار بالا می‌رود، می‌شود.
سوراخ در وسط آشکارساز الکترون‌های ثانویه گازی (GSED) به عنوان دهانه نهایی عبور پرتو الکترون اصلی عمل می‌کند و اندازه سوراخ آن تعیین‌کنندهٔ این است که چه‌قدر وکیوم (مکش) ممکن است در اتاق نمونه GSED باشد. در اکثر موارد یک سِرِی محکم را بر روی قطعهٔ واردکنندهٔ قطب (گلولهٔ خیس) تشکیل می‌دهد. اگر GSED دارای یک سوراخ ۵۰۰ میکرونی باشد، ما می‌توانیم فشار را در اتاق تا ۱۰ تور افزایش دهیم؛ اگر GSED دارای یک سوراخ ۱ میلیمتری باشد، ما فقط می‌توانیم فشار را در اتاق تا ۵ تور افزایش دهیم و اگر از نسخهٔ آشکارساز میدان بزرگ (LFD) از GSED استفاده کنیم، در واقع آن را بر روی قطعهٔ واردکنندهٔ قطب نصب نمی‌کنیم، بنابراین خود گلولهٔ خیس دهانه نهایی را فراهم می‌کند و ما فقط می‌توانیم فشار را در اتاق تا ۱ تور افزایش دهیم.
GSED دارای بیش از ۶۰۰ ولت اختلاف ولتاژ مثبت برای جذب الکترون‌های ثانویه است. این اختلاف ولتاژ توسط تغییر کنتراست (تفاوت درخشندگی رنگ یا تضاد در اشیاست که باعث تمایز آنها (یا تصویرشان) از یکدیگر می‌شود)کنترل می‌شود؛ اگر کنتراست روی ۱۰۰٪ تنظیم شود، ما ۶۰۰ ولت بر روی دتکتور داریم. این می‌تواند با دتکتور الکترون‌های ثانویه Everhart-Thornley (ET SED) در یک SEM عادی مقایسه شود.

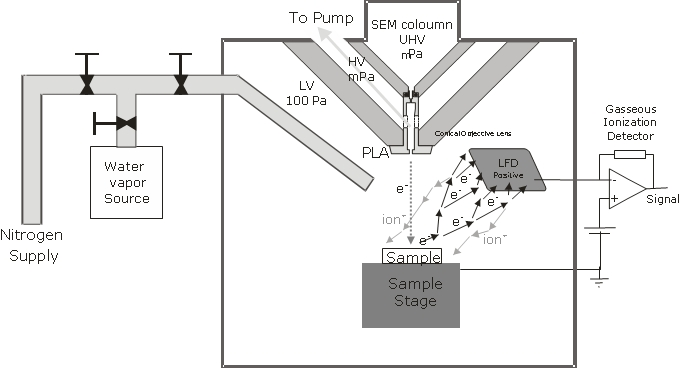
سیستم کارکرد ESEM

ET SED به‌طور معمول فقط بیش از ۳۰۰ ولت اختلاف ولتاژ مثبت بر روی آن دارد و علاوه بر این نسبتاً دور از نمونه است؛ بنابراین GSED برای جمع‌آوری الکترون‌های ثانویه به‌طور بسیار کارآمد تنظیم شده‌است.
مزایا و معایب استفاده از ESEM:

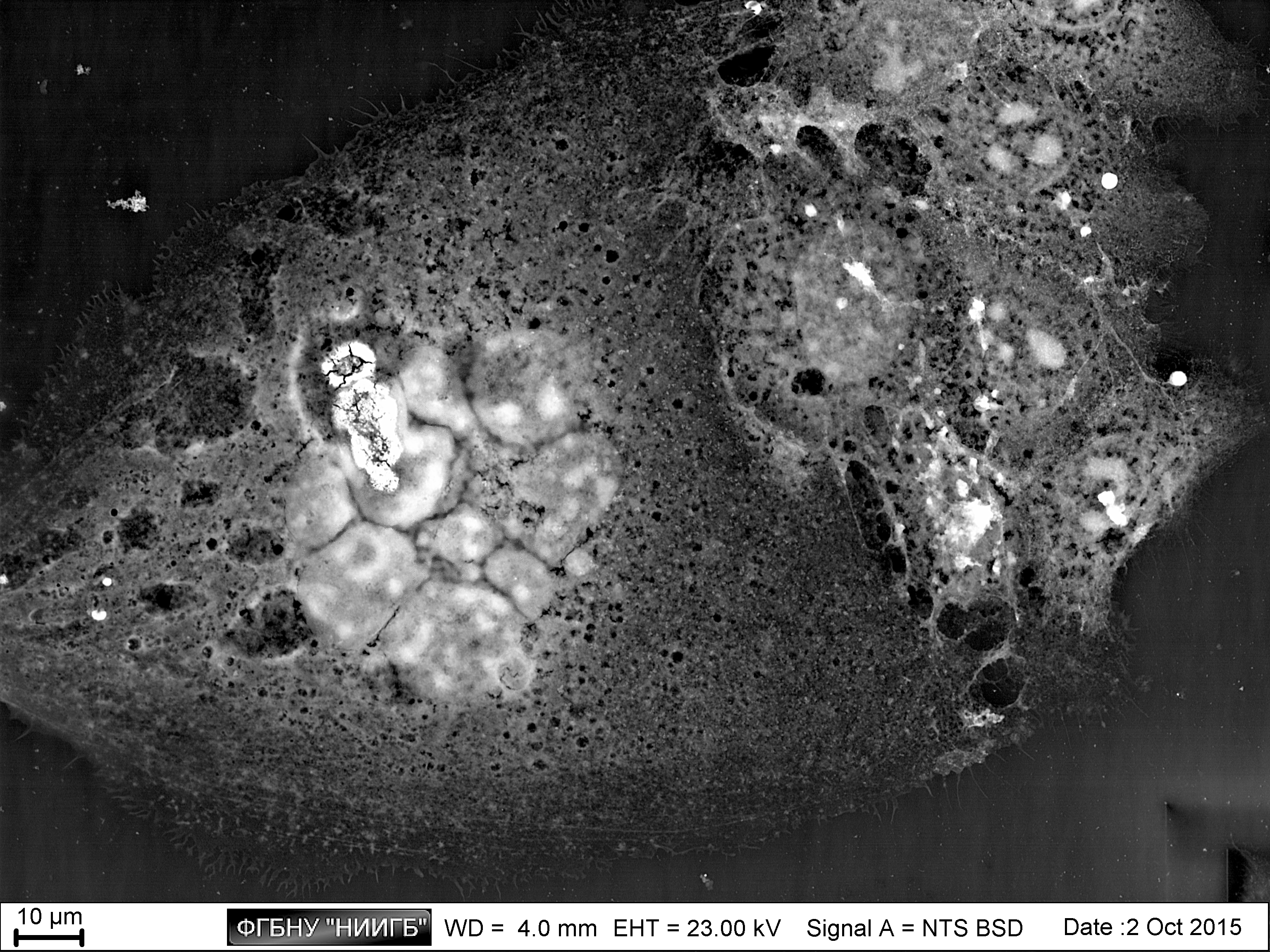
سلول‌های 4T1. تصویر میکروسکوپی از سلول‌های تومور سینه موش روی پلاستیک کشت، تصویر BSE, ZEISS EVO LS10

یکی از مزایای استفاده از میکروسکوپ الکترونی محیطی اسکن (ESEM) به عنوان یک ESEM عملکرد آن در حالت «مرطوب» این است که لازم نیست نمونه‌های غیر هادی را هادی کنیم. مواد و نمونه‌ها نیازی به خشک شدن و پوشش دادن با طلا - پالادیوم، ندارند و بنابراین ویژگی‌های اصلی آنها برای آزمایش یا مدیریت بیشتر ممکن است حفظ شود. ما می‌توانیم نمونه را تصویر برداری کنیم، نمونه را تغییر دهیم و دوباره نمونه را تصویر برداری کنیم به‌طور نامحدود، بدون اینکه کاربردی بودن آن را با پوشش دادن آن برای ایجاد هادی تخریب کنیم. ما همچنین می‌توانیم آزمایش‌های پویا را با ESEM در حالت مرطوب انجام دهیم؛ یکی از مراحل گرمایی می‌تواند برای گرم کردن یک نمونه کوچک تا حداکثر ۱۵۰۰ درجه سانتیگراد استفاده شود و هر مرحله از فرایند گرمایش / سرد شدن را تصویر برداری کند (هنگامی که از یک دمای خاص عبور می‌کنیم، بالای ۱۱۰۰ درجه سانتیگراد، در واقع نیاز داریم که ولتاژ را تنظیم کنیم تا الکترون‌های حرارتی را رد کنیم، اما این به راحتی انجام می‌شود). مرحله گرمایش / سرمایشPeltier به ما امکان می‌دهد که در ۲۰ درجه سانتیگراد بالاتر یا پایین‌تر از دمای محیط کار کنیم و ترکیب دمای پایین (به عنوان مثال، ۴ درجه سانتیگراد) و فشار بخار بالا (به عنوان مثال، ۶٫۱ تور) به ما اجازه می‌دهد تا رطوبت نسبی 100% (RH) را در سطح نمونه برسانیم. در RH 100% ما در حین فرایند تصویربرداری نمونه را آزاد نمی‌کنیم (در زیر 100% RH، یک نمونه مرطوب به‌طور مداوم در حال از دست دادن آب است زیرا وکیوم (مکش) در اتاق بر روی آن پمپ می‌کند؛ در دوربین این به عنوان حرکت مداوم نمونه ظاهر می‌شود). یکی از کاربران ما که بخش‌های رشدی گیاهان ذرت را تصویر می‌برد، می‌تواند به سادگی مناطقی که می‌خواهد را فعال کند و آنها را مستقیماً بر روی مرحله Peltier برای تصویربرداری قرار دهد)

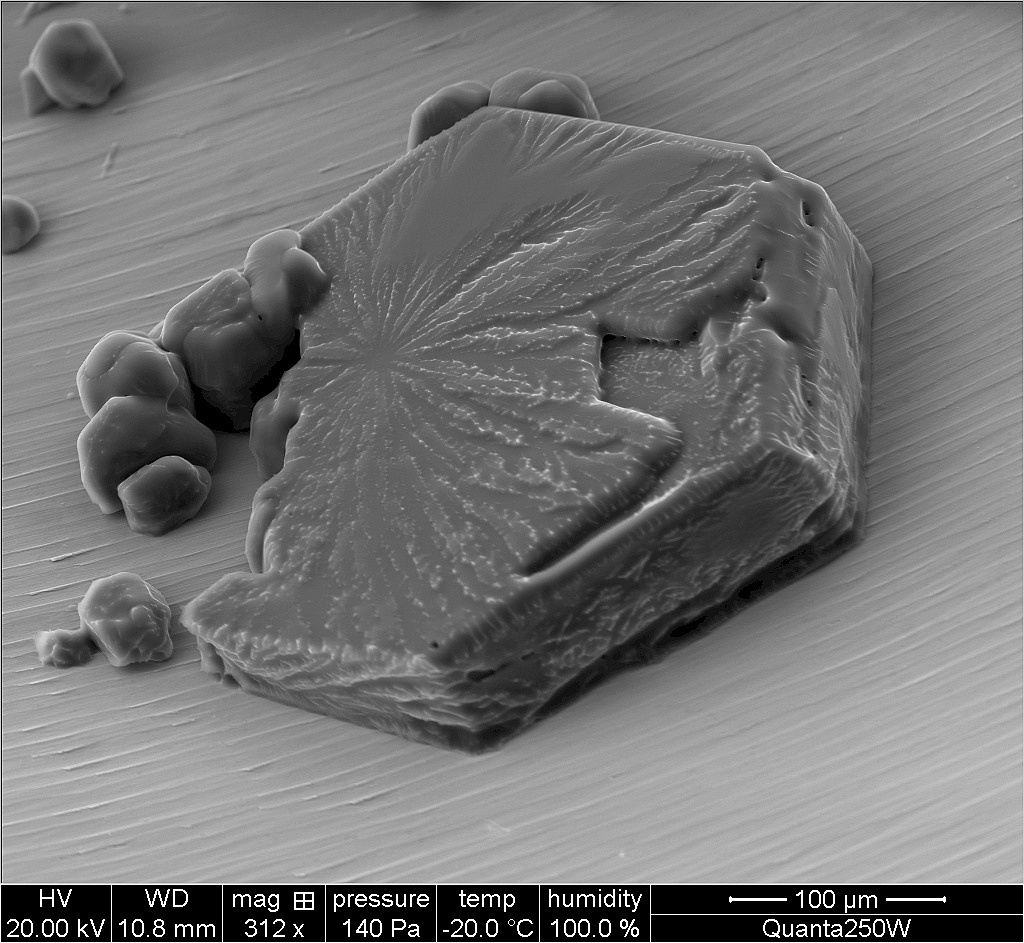
تصویر میکروسکوپ الکترونی محیطی از بلور یخ

معایب اصلی ابزارهای نمایش الکترونیکی محیطی معمول این است که پراش پرتو الکترونی در اتاق محیطی با فشار بالا انجام می‌شود و پرتوهای اشعه ایکس فلورسانسی از کل نمونه تحریک می‌شوند، نه فقط از زیر پرتو الکترونی. پرتوهای اشعه ایکس فلورسانسی تولید شده خارج از منطقه مورد نظر توسط دتکتور تشخیص داده می‌شوند و کنتراست تصویر را کاهش می‌دهند.